# Чивас США

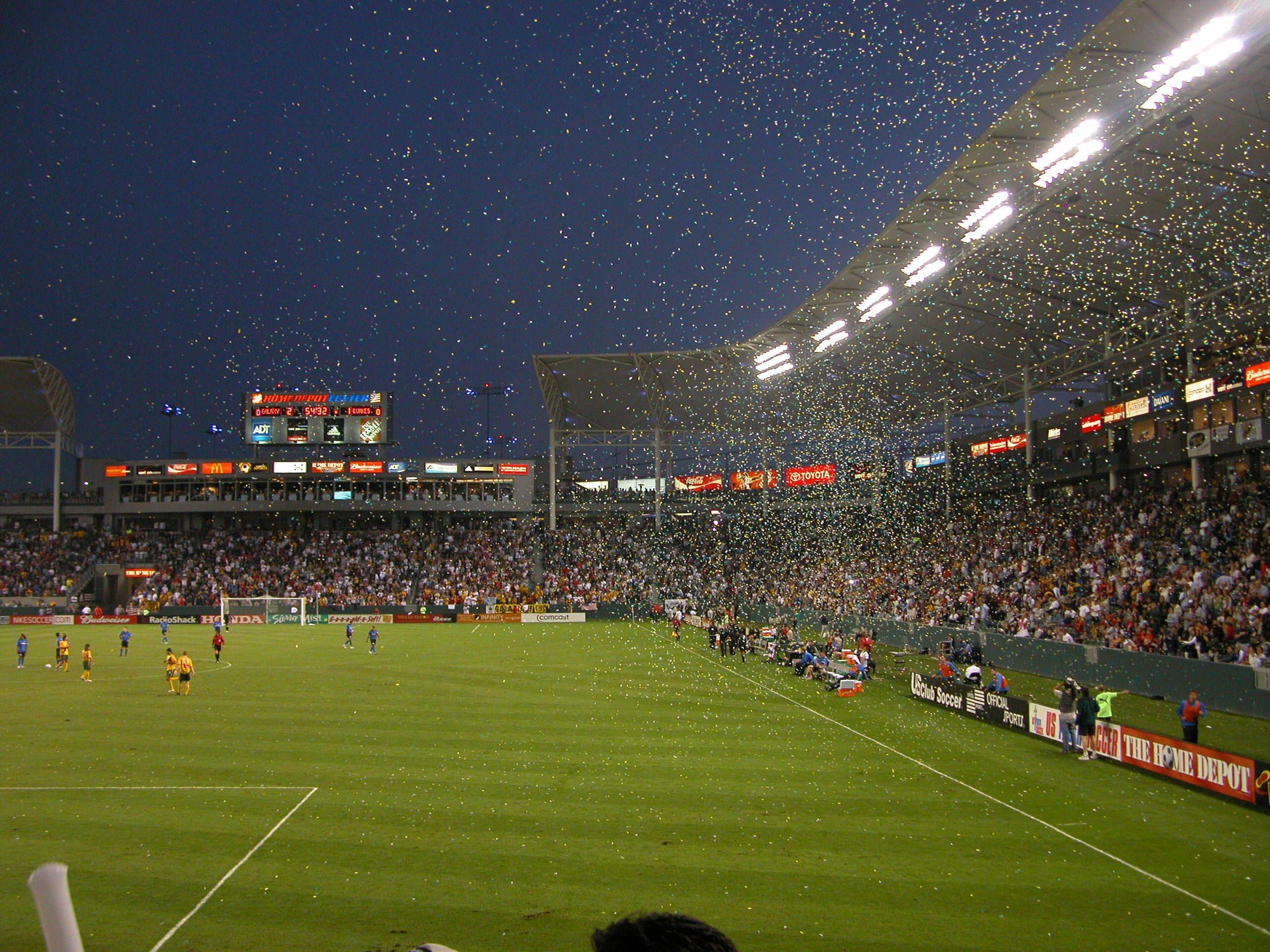
«Стабхаб Сентер» — домашний стадион «Чивас США».

«Чи́вас США» (англ. Club Deportivo Chivas USA, «Чивас Ю-эс-эй») — бывший американский футбольный клуб из Лос-Анджелесa, штатa Калифорния. Выступал в лиге MLS с 2005 по 2014 год.

## История
История клуба началась 2 августа 2004 года, когда он был официально принят в MLS, став на тот момент одиннадцатым клубом лиги. Стоимость франшизы составила 7,5 миллионов долларов. Владелец клуба, Хорхе Вергара, также является владельцем знаменитого мексиканского клуба «Гвадалахара». Вергара родился и вырос в городе Гвадалахара и после приобретения им клуба «Гвадалахара» в 2002 году поставил перед собой цель раскручивания бренда «Чивас» (популярное прозвище мексиканского клуба) любым возможным путём. Одним из таких путей стал его выход на американский рынок и создание с партнёрами нового клуба.
Эмблема и цвета «Чивас США» были заимствованы у «старшего» мексиканского клуба. Эмблема «Чивас США» была практически идентична эмблеме мексиканского клуба, верхняя часть которого представлял герб города Гвадалахара. В эмблеме лос-анджелесской команды была изменена надпись названия клуба и не использовались звёзды, символизирующие чемпионские титулы «Гвадалахары» в Мексике.
В своём первом сезоне в 2005 году «Чивас США» не смог выйти в плей-офф чемпионата MLS, заняв в Западном дивизионе 6-е место. В 2006—2009 годах команда регулярно достигала стадии плей-офф, а в 2007 году стала чемпионом Западной конференции.

### Конец эры «Чивас США»
В 2012 году Хорхе Вергара стал единственным владельцем клуба, выкупив его у своих партнёров за 40 млн $. В дальнейшем Вергара кардинально изменил политику клуба, решив максимально приблизить её к политике клуба «Гвадалахара», в котором выступают лишь мексиканские футболисты. Вергара начал систематически избавляться от игроков и персонала клуба «Чивас США» которые не имели мексиканских корней или не говорили по-испански. В 2013 году это привело к судебному иску о дискриминации. В течение двух сезонов управления Вергары клуб сменил четверых тренеров. В совокупности с плохими выступлениями команды, состав которой часто менялся, посещаемость болельщиками резко снизилась. Сезон 2013 года клуб закончил на дне турнирной таблицы и с самой низкой посещаемостью среди всех клубов лиги.
20 февраля 2014 года лига MLS выкупила франшизу у Хорхе Вергары за 70 млн $ и заявила, что сезон 2014 будет последним для бренда «Чивас США». 27 октября 2014 года, после окончания регулярного чемпионата сезона, лига MLS объявила о расформировании клуба «Чивас США». 30 октября 2014 года MLS объявила о присуждении освободившейся франшизы новому клубу из Лос-Анджелеса, который начал выступление в лиге в 2018 году.

## Стадион
«Чивас США» делил домашнее поле «Стабхаб Сентер» с клубом «Лос-Анджелес Гэлакси». Хотя стадион вмещает 27 тысяч зрителей, количество мест для матчей «Чивас» было искусственно ограничено до 18 800.

## Форма

### Домашняя
| 2005 — 2006 | 2008 — 2009 | 2010 — 2011 | 2012 — 2013 | 2014 |

### Гостевая
| 2005 — 2006 | 2009 — 2010 | 2011 — 2012 | 2013 — 2014 |

## Состав на момент расформирования
Согласно списку игроков на официальном сайте клуба
| №  |                     | Поз. | Имя                | Год рождения |
| -- | ------------------- | ---- | ------------------ | ------------ |
| 1  | Флаг США            | Вр   | Дэн Кеннеди        | 1982         |
| 2  | Флаг США            | Защ  | Бобби Бёрлинг      | 1984         |
| 3  | Флаг США            | Защ  | Карлос Боканегра   | 1979         |
| 4  | Флаг Новой Зеландии | Защ  | Тони Локхед        | 1982         |
| 5  | Флаг Аргентины      | ПЗ   | Мартин Риверо      | 1989         |
| 6  | Флаг США            | ПЗ   | Мэтт Данн          | 1994         |
| 7  | Флаг Англии         | ПЗ   | Найджел Рео-Кокер  | 1984         |
| 8  | Флаг Аргентины      | ПЗ   | Агустин Пеллетьери | 1982         |
| 9  | Флаг Мексики        | Нап  | Эрик Торрес        | 1993         |
| 10 | Флаг Эквадора       | Нап  | Луис Боланьос      | 1985         |
| 11 | Флаг Аргентины      | ПЗ   | Леандро Баррера    | 1991         |
| 12 | Флаг США            | ПЗ   | Марко Дельгадо     | 1995         |
| 13 | Флаг США            | Защ  | Майкл Нвило        | 1990         |
| 14 | Флаг Японии         | Защ  | Акира Кадзи        | 1980         |

| №  |                | Поз. | Имя                 | Год рождения |
| -- | -------------- | ---- | ------------------- | ------------ |
| 15 | Флаг США       | ПЗ   | Эрик Авила          | 1987         |
| 16 | Флаг США       | Защ  | Эндрю Жан-Баптист   | 1992         |
| 17 | Флаг США       | ПЗ   | Томас Макнамара     | 1991         |
| 18 | Флаг Гондураса | ПЗ   | Марвин Чавес        | 1983         |
| 19 | Флаг США       | Нап  | Райан Финли         | 1991         |
| 20 | Флаг Эквадора  | Нап  | Феликс Борха        | 1983         |
| 21 | Флаг США       | Нап  | Кристофер Тёрпак    | 1992         |
| 22 | Флаг США       | Защ  | Эрик Савалета       | 1992         |
| 23 | Флаг США       | Вр   | Тревор Спангенберг  | 1991         |
| 24 | Флаг США       | ПЗ   | Нейтан Стёрджис     | 1987         |
| 25 | Флаг США       | Защ  | Донни Тойа          | 1992         |
| 29 | Флаг США       | Нап  | Калеб Калверт       | 1996         |
| 30 | Флаг Эквадора  | ПЗ   | Освальдо Минда      | 1983         |
| 34 | Флаг Колумбии  | Защ  | Джон Кеннеди Уртадо | 1984         |

## Список тренеров
- Томас Ронген (сентябрь 2004 — май 2005)
- Хавьер Ледесма (2005, временный)
- Ханс Вестерхоф (июнь 2005 — ноябрь 2005)
- Боб Брэдли (ноябрь 2005 — июль 2006)
- Преки (январь 2007 — ноябрь 2009)
- Мартин Васкес (декабрь 2009 — октябрь 2010)
- Робин Фрейзер (апрель 2011 — ноябрь 2012)
- Хосе Луис Санчес Сола (декабрь 2012 — май 2013)
- Саша ван дер Мост (2013, временный)
- Хосе Луис Реаль (май 2013 — ноябрь 2013)
- Уильмер Кабрера (январь 2014 — октябрь 2014)

## Достижения
- Чемпион Западной конференции MLS: 2007